# Cordylus meculae
Cordylus meculae е вид влечуго от семейство Cordylidae. Видът е застрашен от изчезване.

## Разпространение
Разпространен е в Мозамбик.